# Northern Bahr el Ghazal
Northern Bahr el Ghazal (arabisch شمال بحر الغزال Schamāl Bahr al-Ghazāl, DMG Šamāl Baḥr al-ġazāl ‚Nördlicher Gazellen-Fluss‘) ist ein Bundesstaat im Südsudan.
Er hat eine Fläche von 33.558 km² und gemäß dem Zensus von 2008 rund 720.000 Einwohner. Seine Hauptstadt ist Aweil, weitere größere Orte sind Malual Kon, Marial Bai, Wed Weil und Nyamlell.

## Geographie
Die Vegetation besteht vorwiegend aus Trockensavanne, im Unterschied zum ebenfalls zur Region Bahr al-Ghazal gehörenden Bundesstaat Western Bahr el Ghazal, dessen Landschaft in erster Linie durch Feuchtsavanne gekennzeichnet ist.
Benannt ist die Region nach dem Fluss Bahr al-Ghazal (Gazellenfluss).

## Geschichte

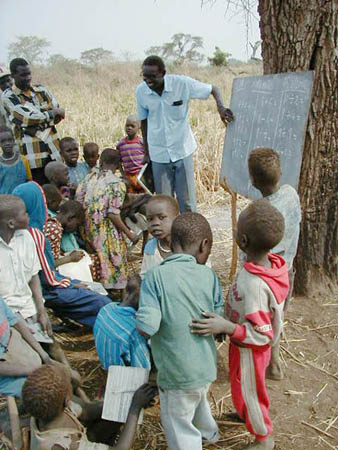
Dorfschule in Northern Bahr el Ghazal

Von 1919 bis 1948 gehörte das Gebiet des heutigen Bundesstaates Northern Bahr el Ghazal zur Provinz Äquatoria und von 1948 bis 1976 zur Provinz Bahr al-Ghazal, die 1948 von Äquatoria abgespalten wurde. Von 1991 bis 1994 gehörte das Gebiet von Northern Bahr el Ghazal zum neu geschaffenen Bundesstaat Bahr al-Ghazal, der in den Grenzen der Provinz Bahr al-Ghazal von 1948 bis 1976 glich. Am 14. Februar 1994 wurde Northern Bahr el Ghazal als Bundesstaat in den heutigen Grenzen abgespalten. Der Grenzverlauf ist unklar, gemäß manchen Karten gehört der östlichste Teil zum Bundesstaat Warrap.
Im zweiten Sezessionskrieg im Südsudan 1983–2005 war Northern Bahr el Ghazal wegen seiner Lage an der Grenze zum Nordsudan sowie an der strategisch wichtigen Bahnstrecke aus dem Norden über Aweil nach Wau schwer von Kämpfen betroffen.
Mit der Verwaltungsreform 2015 wurde der Bundesstaat in die neuen Bundesstaaten Aweil, Aweil East und ein Teil von Lol zerteilt. Dies wurde 2020 wieder rückgängig gemacht. 

## Verwaltung
Northern Bahr el Ghazal ist, wie die anderen Bundesstaaten Südsudans auch, in Countys unterteilt. Weitere Verwaltungseinheiten unter den Counties sind Payams und darunter Bomas. Ein County Commissioner, der vom State Governor in Vereinbarung mit dem Präsidenten ernannt wurde, steht den Counties vor. In Northern Bahr el Ghazal sind das:
| County        | Größe (km2) | Bevölkerungszahl Erhebung 2008 | County Commissioner |
| ------------- | ----------- | ------------------------------ | ------------------- |
| Aweil North   | 6.376.53    | 129.127                        | Cmr Kuol Athuai     |
| Aweil East    | 6.172,23    | 309.921                        | Awet Kiir Awet      |
| Aweil South   | 1.786.95    | 73.806                         | Jel Mangok          |
| Aweil West    | 5.030,22    | 166.217                        | Garang Tong         |
| Aweil Central | 11.177,40   | 41.827                         | Arkangelo Uchu      |